# أنجكاسا بيور
أنجكاسا بورا ( ترجمة اللغة السنسكريتية :«لمدينة السماء» باللغة العربية ) هو الاسم الذي يستخدم من قبل اثنين من مؤسسات الدولة المنفصلة من وزارة إندونيسية مملوكة للدولة وتدير الشركات المسؤولة عن إدارة المطارات في اندونيسيا . الشركتان هما بي تي أنجكاسا بورا الأولى (تتداول باسم مطارات أنجكاسا بورا) ، و بي تي أنجكاسا بورا الثانية. يقع مكتب أنجكاسا بورا الأولى في كيمايوران ، جاكرتا ، بينما يقع مكتب أنجكاسا بورا الثانية الرئيسي في مطار سوكارنو هاتا الدولي في تانقيرانغ ، بنتن .

## روابط خارجية
- أنجكاسا بورا الأول - الإنجليزية
- أنجكاسا بورا الثاني - الإنجليزية